# Dil Hi Dil Mein
Dil Hi Dil Mein (inny tytuł "Kadhalar Dinam", niemiecki tytuł: 'Mein Herz kommt per E-Mail", angielski: "When Hearts Come Together") to bollywoodzki dramat miłosny wyreżyserowany w 2000 roku przez Kathira. W rolach głównych Sonali Bendre, Kunal i Anupam Kher. Akcja filmu rozgrywa się w Bandra i  w Mumbaju (przede wszystkim na dworcu i na wybrzeżu nadmorskim). Bohaterami filmu jest dwójka studentów Raja (Kunal) i Roja (Sonali Bendre), którzy poznają i zakochują się w sobie pisząc do siebie maile. Siedząc w tej samej kawiarence internetowej są przekonani, że dzieli ich morze

## Obsada
- Sonali Bendre – Roja
- Nasser – jej ojciec, prof. Ramchandra
- Kunal – Raja
- Anupam Kher – oficer
- Johny Lever – profesor uczelni